# フタリド
フタリド(Phthalide)は、γ-ラクトンとベンゼン環とが一体となった構造の有機化合物。このフタリドを骨格に持つ多くの化合物が植物から見つかっている。